# Корделия (спътник)
Вижте пояснителната страница за други значения на Корделия.
Корделия е най-вътрешният естествен спътник на Уран, носещ името на най-младата дъщеря на Цар Лир от едноименната пиеса на Шекспир. Много малко е известно за него освен основните параметри на орбитата и размерите му.
Спътникът е открит на снимки, заснети от Вояджър 2 на 20 януари 1986 г. и му е дадено предварителното означение S/1986 U 7. Като алтернатива се употребява и името Уран 6.
Корделия е спътник овчар, поддържащ епсилон пръстена на Уран. Спътникът се намира на подстационарна орбита.